# 前野幸一
前野 幸一（まえの こういち、1964年7月6日 - ）は、地方競馬の金沢競馬場鈴木長次厩舎に所属していた元騎手。勝負服の柄は赤、黒鋸歯形、袖黒二本輪。上山では白・緑二本輪。山形県出身。血液型A型。

## 来歴・人物
1984年9月29日付けで地方競馬騎手免許を取得し、上山競馬場でデビュー。同年10月21日上山競馬トキノヤマトで初騎乗。同年10月30日上山競馬トサノホウセツで初勝利。上山時代の公式ニックネームは「ジェイソン前野」。
1997年地方競馬通算1000勝達成。
1999年8月21日第3回新潟競馬3日目第9競走ダリア賞（サラ系3歳オープン）マルハチチャンプで中央競馬初騎乗（9頭立て6番人気4着）。
上山ではトップジョッキーとして小国博行、板垣吉則らとリーディングを争い、重賞競走でも活躍。1998年、1999年、そして上山競馬の最終年となった2003年のリーディングジョッキーとなる。
2003年11月11日をもって上山競馬場が廃止されたため佐賀競馬場に移籍。
2004年8月29日第8回佐賀競馬4日目第9競走第1回ロータスクラウン賞をエイエムボーイで逃げ切り優勝、佐賀での重賞初制覇するなどまずまずの活躍を見せたが金沢競馬への移籍を目指し騎手免許を返上。
上山時代の鈴木長次調教師が金沢競馬場に移籍していたため、騎手会の内規に従い厩務員をしながら騎手免許の再取得をめざし、2006年1月1日付けで騎手免許再取得。金沢での標語は「一騎入魂」。
2007年1月21日から3月16日まで笠松競馬へ冬期交流で滞在騎乗した。同年園田競馬場の兵庫牝馬特別をチヨノドラゴンで優勝し、移籍後重賞初制覇。同年11月25日第17回金沢競馬1日目第5競走C43組条件戦をオーランボーで優勝（11頭立て1番人気）し、10313戦目で地方競馬通算1800勝達成。
2010年1月3日第21回金沢競馬4日目第7競走前野幸一勇退記念（B2二組）、同日第8競走ありがとう前野幸一杯白梅特別（B2一組）が実施される予定であったが、降雪のため第5競走以降が開催取り止めとなり代替開催も行われなかった。その後騎乗することもなく引退した。
地方通算成績は11089戦1861勝・2着1623回・3着1425回・勝率16.8%・連対率31.4%
中央競馬10戦0勝・3着1回

## おもな騎乗馬
- レオグリングリン（1994年紅花賞）
- ニッケルスイソ（2000年すみれ賞、2001年上山城大賞典）
- ミヨノショウリ（2002年上杉まつり賞）
- セイウンリンクス（2003年山形記念樹氷賞）
- エイエムボーイ（2004年ロータスクラウン賞）
- チヨノドラゴン（2007年兵庫牝馬特別）
- ナムラカイソク（2008年スプリングカップ）
- ローマンエンパイア（金沢時代1戦1勝のみ）
- エイシンコーバリス（2004年サマーチャンピオン4着）